# U 456 (Kriegsmarine)
De U 456 was een Duitse U-boot van de Kriegsmarine tijdens de Tweede Wereldoorlog. Deze VIIC-klasse U-boot werd gecommandeerd door kapitein-luitenant-ter-zee Max-Martin Teichert.
Hij slaagde erin de Britse kruiser HMS Edinburgh ernstig te beschadigen op 30 april 1942. 

## Het zinken van deHMS Edinburgh
Gedurende de aanval van U-boten en oppervlakteschepen op konvooi QP-11, werd de Britse kruiser HMS Edinburgh ernstig beschadigd door de U 456 met twee torpedotreffers op 30 april 1942. Terwijl de beschadigde HMS Edinburgh voorzichtig naar de Kola Fjord werd gesleept, werd hij aangevallen door drie Duitse torpedobootjagers (Hermann Schumann, Z 24 en Z 25) en getroffen door meerdere torpedo's van de Z 24. Ten slotte werd ze door de Britse torpedobootjager HMS Foresight tot zinken gebracht nadat eerst de bemanning aan boord van andere schepen in veiligheid was gebracht.

## Ondergang
De U 456 werd op 12 mei 1943 tot zinken gebracht door de Britse torpedobootjager HMS Opportune. De torpedobootjager werd opgeroepen door een B-24 Liberator-vliegtuig (Squadron 86/B), die met zijn MK 24 "Fido"-torpedodieptebom de Duitse U-boot beschadigd had. De MK 24 "Fido" torpedodieptebom was de eerste Amerikaanse ASW Acoustic Homing Torpedo. De U 456 dook onder bij het naderen van de torpedobootjager en zonk door de reeds eerder aangerichte schade. Hierbij vielen 49 doden waaronder de commandant kapitein-luitenant-ter-zee Max-Martin Teichert.

## Gecorrigeerde data
De U 456 stond voordien geregistreerd als : tot zinken gebracht op 13 mei 1943 in de Noord-Atlantische Oceaan, in positie 48° 37′ 0″ NB, 22° 39′ 0″ WL door dieptebommen door het Canadese korvet HMCS Drumheller en het Britse fregat HMS Lagan en ook nog door dieptebommen van een Canadeee Short Sunderland-watervliegtuig van Squadron G/423. (Laatst herzien door FDS/NHB gedurende de maand oktober 1989) 